# Де Бефорт, Индия
И́ндия де Бофо́рт (англ. India de Beaufort, род. 27 июня 1987, Кингстон-апон-Темс, Большой Лондон) — английская актриса.

## Биография
Де Бофорт родилась в семье танцовщицы Карен де Бофорт и Ника Ллойда. Она выросла в графстве Суррей и окончила Колледж Эшер. В пятнадцатилетнем возрасте она начала выступать в детском ситкоме «Шоу Бейзила Браша», а в 2007 году появилась в кинофильме режиссёра Дэвида Швиммера «Беги, толстяк, беги». В следующем году она переехала в США, где продолжила карьеру на телевидении с второстепенной ролью в сериале The CW «Холм одного дерева».
В 2012 году де Бофорт имела регулярную роль злодейки в недолго просуществовавшем сериале ABC Family «В стиле Джейн». С тех пор она появлялась в «Как я встретил вашу маму», «Необходимая жестокость», «Полиция Чикаго» и «Касл». В 2015 году она получила регулярную роль в прайм-тайм мыльной опере ABC «Кровь и нефть».
29 августа 2015 года де Бофорт вышла замуж за актёра Тодда Гриннелла. Их сын Кросби Джеймс Бофорт-Гриннелл родился 18 мая 2018 года.

## Избранная фильмография
| Год       | Название на русском         | Название на английском                     | Роль             | Примечания                     |
| --------- | --------------------------- | ------------------------------------------ | ---------------- | ------------------------------ |
| 2003-2005 | Шоу Бейзила Браша           | The Basil Brush Show                       | Индия            | 20 эпизодов                    |
| 2007      | Беги, толстяк, беги         | Run Fatboy Run                             | Майя Гошташтидар |                                |
| 2009      | Крод Мандун и Огненный меч  | Kröd Mändoon and the Flaming Sword of Fire | Эника            | Регулярная роль, 6 эпизодов    |
| 2009-2010 | Холм одного дерева          | One Tree Hill                              | Миранда Стоун    | 12 эпизодов                    |
| 2011      | Чак                         | Chuck                                      | Жасмин           | Эпизод: «Chuck Versus Agent X» |
| 2012      | В стиле Джейн               | Jane by Design                             | Индия Джордан    | Регулярная роль, 17 эпизодов   |
| 2013      | Необходимая жестокость      | Necessary Roughness                        | Индия            | 3 эпизода                      |
| 2013      | Как я встретил вашу маму    | How I Met Your Mother                      | София            | Эпизод: «Knight Vision»        |
| 2014      | Полиция Чикаго              | Chicago P.D.                               | Лейла Рослин     | 3 эпизода                      |
| 2015      | Касл                        | Castle                                     | Тейлор Маккинли  | Эпизод: «I, Witness»           |
| 2015      | Дражайшая половина          | The Better Half                            | Дина             |                                |
| 2015      | Кровь и нефть               | Blood and Oil                              | Джулс Джекман    | Регулярная роль, 10 эпизодов   |
| 2016      | Две девицы на мели          | 2 Broke Girls                              | Вайнона Уильямс  | Эпизод: «And the Himmicane»    |
| 2017      | Кевин (наверно) спасает мир | Kevin (Probably) Saves the World           | Кристин Аллен    | Регулярная роль                |
| 2022      | Страна снов                 | Slumberland                                | мисс Арья        |                                |
| 2022      | Кими                        | KIMI                                       | Шэрон            |                                |